# Anthocharis thoosa
The Southmiền tây Orangetip (Anthocharis thoosa) là một loài bướm ngày phân bố chủ yếu ở Rocky Mountains đến México.